# 凯尔海姆县
凯尔海姆县（Landkreis Kelheim）是德国巴伐利亚州的一个县，隶属于下巴伐利亚行政区，首府凯尔海姆。

## 華語譯名
由於兩岸對於德國行政區「Landkreis」翻譯的不同，台灣稱為「凱爾海姆郡」；中國大陸稱為「凯尔海姆县」。

## 地理
凯尔海姆县北面和东面与雷根斯堡县，东南面与兰茨胡特县，南面与弗赖辛县，西面与伊尔姆河畔普法芬霍芬县和艾希施泰特县，西北面与诺伊马克特县相邻。